# Шахин Герай
Шахи́н Гера́й (Гире́й) (крым. Şahin Geray, شاهين گراى‎; 1745—1787) — последний крымский хан: первое правление 1777—1782, второе правление 1782—1783. Сын царевича Топала Ахмеда Герая (ум. 1750) и внук крымского хана Девлета II Герая.
Встречающиеся в литературе варианты написания имени: Шахин Гирей, Шахин Гирай, Шагин Гирей, Шаги-Гирей, Шагин Гирай, Шаин Гирей, Шаин Герай, Сахимъ Гирей.

## Биография
Родился в Адрианополе. В юном возрасте посетил Европу, знал французский и русский (согласно воспоминаниям Андрея Болотова), турецкий, итальянский и греческий языки. Был талантливым и одарённым человеком, однако имел некоторую долю авантюризма. В 1768 году после возвращения в Крым Шахин Герай стал  сераскиром Буджакской орды (1768-1769 годы). В 1770-1771 годах Шахин Герай был сераскиром Едисанской орды. С целью упрочить своё положение вступил в союз с ногайским вождём Джан-Мамбетом, союзником России. В 1774-1776 годах Шахин Герай был сераскиром Кубанской орды. 
После объявления независимости Крыма в 1774 году и вступления на престол Сахиба II Герая Шахин Герай стал калгой (1771—1775), а после посещения Петербурга с дипломатической миссией — проводником российского влияния в Крыму. После свержения Сахиба II Герая был возведён Россией в должность главы кубанских ногайцев. В 1777 году при помощи русских и ногайцев Шахин занял Крым и стал ханом. Он пытался провести в государстве реформы и реорганизовать управление в Крымском ханстве по российскому образцу. Это вызвало недовольство местной знати и мусульманского духовенства. Против пророссийской политики Шахина Герая выступали даже его родные братья Бахадыр Герай, сераскир Едичкульской орды (1781) и Арслан Герай, сераскир Едичкульской орды (в 1777 и 1779 годах).
В конце 1780 года начались волнения в Кубанской орде. Ногайцы под руководством турецкого эмиссара Сулейман-аги взбунтовались, отказались повиноваться Шахину Гераю и решили избрать нового хана. В июле 1781 года крымские мурзы отправили свою делегацию в Санкт-Петербург с многочисленными жалобами на жестокость, притеснения и несправедливость со стороны Шахина. Однако царское правительство под руководством светлейшего князя Григория Потёмкина продолжало поддерживать своего ставленника.
В мае 1782 года в Крымском ханстве вспыхнуло восстание против хана. Крымские мурзы пригласили на ханский престол царевича Бахадыра Герая (1722—1791), сераскира Едичкульской орды и старшего брата Шахина, проживавшего на Кубани. Мятеж начал царевич Халим Герай, который собрал 3-тысячное войско и начал борьбу против Шахина Герая. Хан отправил против восставших свою гвардию, которая перешла на сторону повстанцев. Шахин Герай бежал из Бахчисарая в Кафу, а оттуда в Керчь, под защиту русского гарнизона. В Крым переправился с Кубани Бахадыр Герай, который возглавил антироссийское восстание. Повстанцы захватили Бахчисарай, где разграбили ханский дворец. Бахадыр II Герай был провозглашён новым крымским ханом. Новый хан назначил калгой своего брата и соратника Арслана Герая. Крымцы везде совершали нападения на русские войска, которые потеряли убитыми до 900 человек. При поддержке Османской империи в Кафе новым крымским ханом был провозглашен Махмуд Герай (ум. 1782), сераскир Едисанской орды (1781) и родственник Шахина Герая. Свергнутый хан Шахин Герай обратился за помощью к России. Новый хан Бахадыр Герай отправил посольство в Стамбул обратившись за помощью к Османской империи. Российская императрица Екатерина Великая поручила князю Григорию Потёмкину подавить восстание в Крымском ханстве и добиться его присоединения к России. В сентябре 1782 года Потёмкин, встретившийся в Петровской крепости с изгнанным ханом Шахином Гераем, отправил два пехотных полка для подавления восстания в Крымском ханстве. Генерал-поручик Антон Богданович де Бальмен во главе первого корпуса вступил в Крым, а на Кубань против восставших ногайцев был отправлен генерал-поручик Александр Васильевич Суворов со вторым корпусом.

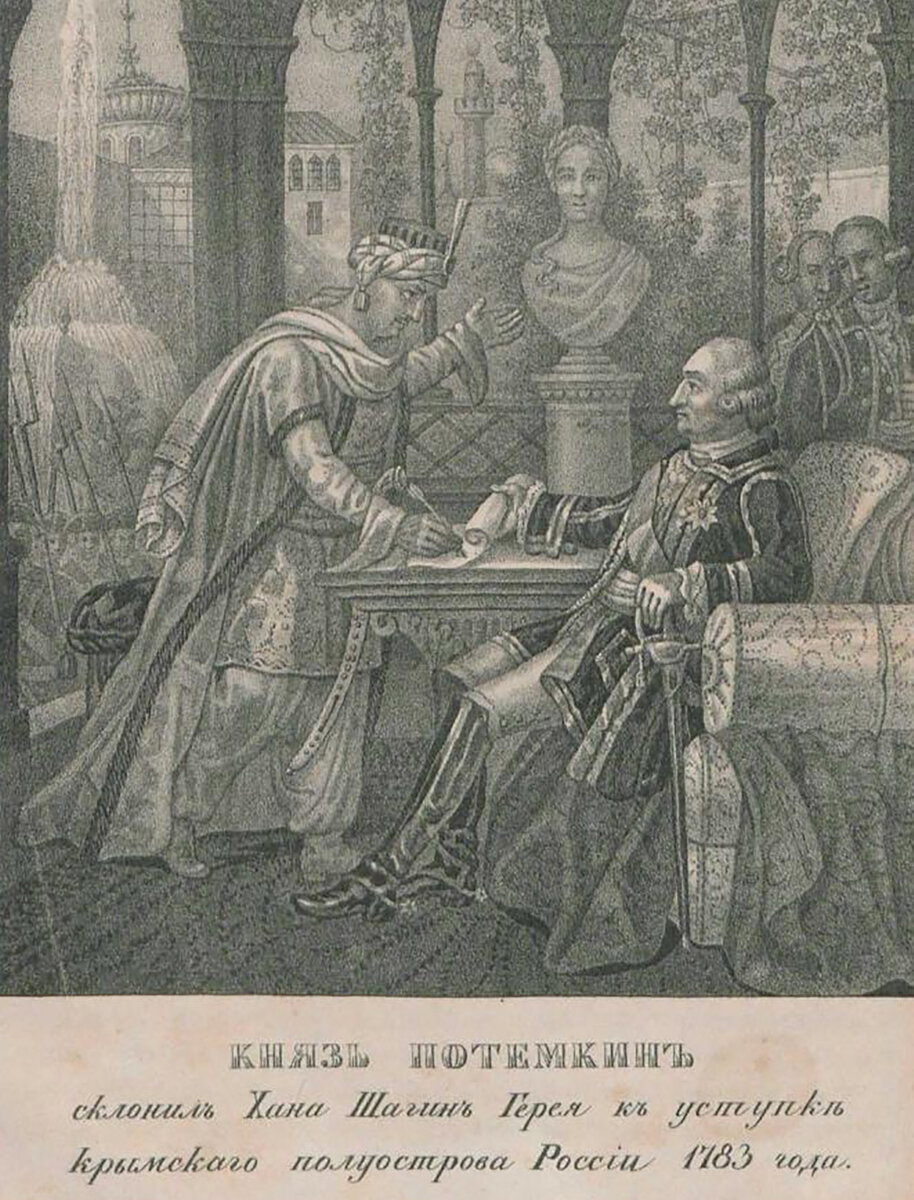
Князь Потёмкин принимает отречение последнего крымского хана Шахина Герая

Русские войска под командованием генерал-майора Александра Николаевича Самойлова без единого выстрела взяли Перекоп и Карасубазар, разгромили в битве под Чонгаром крымское войско под командованием царевича Халима Герая, который бежал, но затем был взят в плен. Бахадыр II Герай и калга Арслан Герай попытались бежать из Крыма на Кубань, но были взяты в плен русскими. Их родственник Махмуд Герай, объявивший себя ханом в Кафе, также был схвачен. Генерал-майор Александр Самойлов разослал по всему Крыму грамоты, призывая местное население к прекращению восстания, а во все опасные районы выслал отдельные военные отряды. К ноябрю 1782 года восстание в Крыму было полностью подавлено. Шахин Герай, восстановленный на ханском престоле, вернулся в Бахчисарай, столицу ханства, вновь начал казни, вызывая недовольство населения. По приказу хана был казнён царевич Махмуд Герай. Благодаря вмешательству российского правительства, были спасены от смерти родные братья Шахина Герая — Бахадыр и Арслан, которые были отправлены в Херсон и заключены в темницу.
14 апреля 1783 года Шахин Герай подписал отречение от ханского престола, татарские старшины были приведены к присяге на подданство России — присоединение к ней Крыма в вечное владение, торжественно состоялось.  8 (19) апреля 1783 года Екатерина II издала манифест, в котором объявила о включении Крымского ханства в состав Российской империи.
В целях стабилизации обстановки в Крыму, хану было предписано выехать в центральные губернии России. Он же всячески затягивал свой отъезд. Екатерина II предложила ему ежегодную пенсию, заметив, что в Турции отставным властителям по 200 тысяч не платят. Также она послала ему Андреевские знаки отличия, переделанные для мусульманина. Однако, он снова тянул время. Тогда Г. А. Потёмкин предупредил его, что вышлет с полуострова под стражей. В итоге на борту фрегата «Святой Николай» Шахин Герай переехал в Россию, вначале в Таганрог, позднее  бывший последний крымский хан жил в Тамани, в 1784-1787 годах проживал в Воронеже, в 1786-1787 годах находился в Калуге.

В 1787 году Шахин Герай эмигрировал в Османскую империю, где был отправлен в ссылку на остров Родос и казнён по приказу султана Абдул-Хамида I.

## Личность
Во время визита в Петербург Шахин-Гирей встречался с Екатериной II, которая оставила о нём такие воспоминания в своём письме к Вольтеру:

У нас теперь здесь калга-султан, брат независимого крымского хана; это молодой человек 25 лет, чрезвычайно умный и желающий образовать себя. Этот крымский дофин – самый любезный татарин; он хорош собою, умен, образован не по-татарски, пишет стихи, хочет все видеть и все знать; все полюбили его. Он не пропускает ни одного спектакля; по воскресеньям после обеда бывает в (Смольном) монастыре и смотрит, как танцуют воспитанницы.